# Raven (Virgínia)
Raven és una concentració de població designada pel cens dels Estats Units a l'estat de Virgínia. Segons el cens del 2000 tenia 2.593 habitants.

## Demografia
Segons el cens del 2000, Raven tenia 2.593 habitants, 1.064 habitatges, i 774 famílies. La densitat de població era de 146,6 habitants per km².
Dels 1.064 habitatges en un 30,6% hi vivien nens de menys de 18 anys, en un 55,5% hi vivien parelles casades, en un 13,1% dones solteres, i en un 27,2% no eren unitats familiars. En el 24,4% dels habitatges hi vivien persones soles l'11,7% de les quals corresponia a persones de 65 anys o més que vivien soles. El nombre mitjà de persones vivint en cada habitatge era de 2,44 i el nombre mitjà de persones que vivien en cada família era de 2,88.
Per edats la població es repartia de la següent manera: un 23,1% tenia menys de 18 anys, un 9,1% entre 18 i 24, un 28,8% entre 25 i 44, un 26,3% de 45 a 60 i un 12,6% 65 anys o més.
L'edat mediana era de 37 anys. Per cada 100 dones de 18 o més anys hi havia 91,1 homes.
La renda mediana per habitatge era de 19.104 $ i la renda mediana per família de 22.891 $. Els homes tenien una renda mediana de 23.080 $ mentre que les dones 19.327 $. La renda per capita de la població era de 10.356 $. Entorn del 16% de les famílies i el 19,7% de la població estaven per davall del llindar de pobresa.

## Poblacions més properes
El següent diagrama mostra les poblacions més properes.